# St. Leonhard (Erlach)

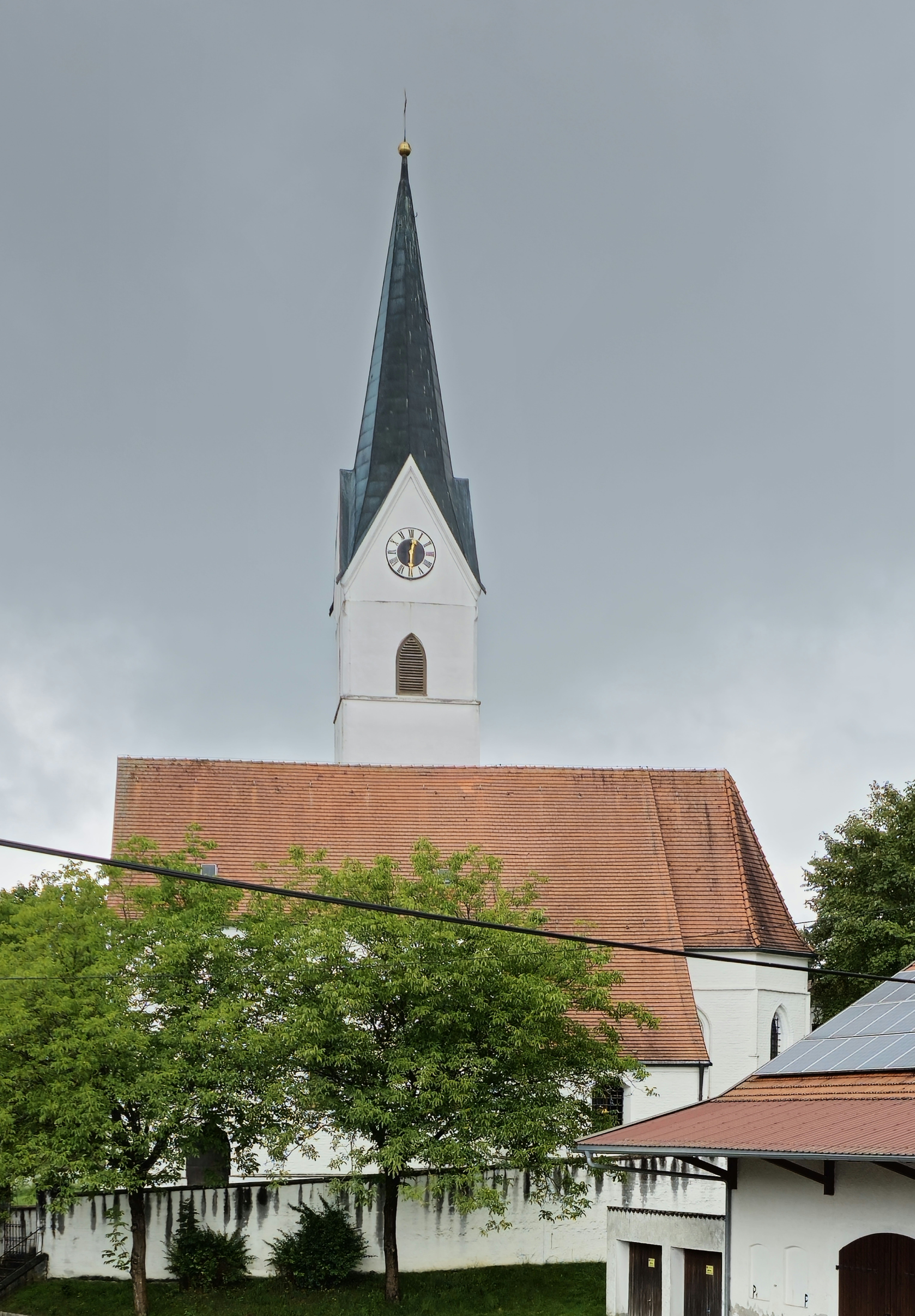
St. Leonhard in Erlach von Süden

Die römisch-katholische Filialkirche St. Leonhard in Erlach, einem Ortsteil des Marktes Velden im niederbayerischen Landkreis Landshut, ist eine spätgotische Wandpfeilerkirche, die in der zweiten Hälfte des 15. Jahrhunderts erbaut wurde. Sie ist als Baudenkmal mit der Nummer D-2-74-183-47 beim Bayerischen Landesamt für Denkmalpflege eingetragen. Erlach ist eine Filiale der Pfarrei Velden im Dekanat Geisenhausen des Erzbistums München und Freising.

## Geschichte

Innenraum mit Blick zum Chor

Der spätgotische Bau wird auf die zweite Hälfte des 15. Jahrhunderts datiert. Bereits in der Veldener Pfarrbeschreibung von 1585 wird in Erlach ein Hauptaltar zu Ehren des heiligen Leonhard erwähnt, an dem jeden Freitag eine heilige Messe gelesen wurde. Die beiden anderen Altäre waren damals wie heute dem heiligen Laurentius und dem Heiligen Kreuz geweiht. Die qualitätvolle Ausstattung, die sich bis heute in der Kirche befindet, wurde um 1670 im Barock- bzw. in der zweiten Hälfte des 18. Jahrhunderts im Rokoko- und klassizistischen Stil ausgeführt. 1903 wurde der Innenraum renoviert und durch den Veldener Kirchenmaler Anton Fränzel neu gefasst. Nachdem 1972 das Kirchendach und der Turm instand gesetzt worden waren, führte man von 1985 bis 1988 eine Gesamtrenovierung für knapp 650.000 D-Mark durch. Die Innenarbeiten führte der Kirchenmaler Bernd Holderried aus Pfaffenhofen an der Ilm aus. Mauerrisse an den Wänden und der Decke wurden durch Mörtelinjektionen ausgebessert. Aus Sicherheitsgründen wurden eine Alarmanlage und ein schweres Eisengitter am Portal eingebaut.

Innenraum mit Blick zur Empore

Langhausgewölbe

Bis in die 1960er Jahre hinein fand in Erlach alljährlich zum Patroziniumsfest am 6. November der Leonhardiumritt statt.

## Architektur

### Außenbau
Die für eine Landkirche stattliche, nach Osten ausgerichtete Anlage umfasst einen Chor mit zwei Jochen und Schluss in drei Achteckseiten sowie ein Langhaus mit drei Jochen. Der Turm mit neugotischem Spitzhelm ist nördlich am Langhaus angebaut. Die Sakristei wurde in der Barockzeit südlich am Chor angebaut. In ihren Proportionen stimmt die Filialkirche fast genau mit der 1489 erbauten Kirche St. Johann Baptist in Johanneskirchen überein.

Hochaltar

Der Außenbau wird durch einen umlaufenden, mit Schräge und Kehle profilierten Sockel gegliedert. Am Chor befinden sich zudem schwache Dreieckslisenen, die in halber Höhe mit einem einfachen Plattengesims ausgestattet sind, und ein einfacher Dachfries. Durch die verputzten und einheitlich weiß getünchten Wände erscheint der Bau schlicht und harmonisch. Die Fensteröffnungen sind bis auf das Rundfenster in der Westfassade einheitlich spitzbogig. Die Chorfenster besitzen außen ein doppelt gefastes Gewände. An der Nordseite des Langhauses wurde auf Fenster gänzlich verzichtet. Das einzige Portal befindet sich auf der Südseite im westlichen Langhausjoch. Das mit zwei Rundstäben zwischen Kehlen profilierte Spitzbogenportal ist in eine Kielbogenblende eingelassen.
Der Turm umfasst sechs quadratische Geschosse, die durch Plattengesimse getrennt sind, wobei das oberste Geschoss mit dem Glockenstuhl allseitige spitzbogige Schallöffnungen aufweist. Der achtseitige Spitzhelm über vier Dreiecksgiebeln ist neugotisch.

### Innenraum
Chor, Langhaus und Turmuntergeschoss werden jeweils von einem spätgotischen Netzrippengewölbe überspannt. Das Chorgewölbe ruht auf rechteckigen, an den Kanten mit Rundstab zwischen Kehlen profilierten Wandpfeilern und entsprechenden spitzen Schildbögen. Die Rippen entspringen aus kräftigen, halbrunden Diensten mit profilierten Kapitellen, die den Wandpfeilern vorgelegt sind. Die Rippen sind ihrerseits gekehlt und an den Kopfkanten gefast. Sie laufen auf runde Schlusssteine am Gewölbescheitel zu, die verschiedene Formen aufweisen. Sie sind teils radförmig gebildet mit gefaster Kante, teils ringförmig mit eingelegten, halbrunden Wappenschilden oder einem Kopfrelief, das das Haupt Jesu Christi darstellt. Den Übergang von dem um drei Stufen erhöhten Chorraum zum Langhaus markiert ein spitzer Chorbogen, der beidseits mit einer Kehle zwischen Fasen profiliert ist.
Das Langhausgewölbe ist versetzt konstruiert, sodass die tragenden Wandpfeiler jeweils in der Mittelachse des gegenüberliegenden Schildbogens angeordnet sind. Wandpfeiler und Schildbögen sind an den abgeschrägten Kanten jeweils gekehlt. Den Wandpfeilern sind schwache Dreiviertelrunddienste mit polygonalem Fuß und Kapitell vorgelegt. Den konkav eingezogenen Seiten der Kapitelle sind zum Teil Wappenschilde vorgelegt. Die Rippen, deren Form mit denen im Chor übereinstimmt, laufen auf runde Schlusssteine zu, die teils glatt, teils tellerförmig mit aufgelegten Wappenschilden ausgeführt sind. Das westliche Langhausjoch wird von einer Empore überspannt, die in der Barockzeit nachträglich eingezogen wurde. Sie wird von kräftigen Rundpfeilern getragen und ist von einem barocken Kreuzgewölbe unterwölbt. Die innere Länge der Kirche – Chor und Langhaus zusammengenommen – beträgt knapp 21 Meter.
Der Raum im Turmuntergeschoss weist wegen des in der Mauerstärke in Form einer Wendeltreppe untergebrachten Turmaufstiegs die Form eines unregelmäßigen Fünfecks auf. Das den Raum überspannende Gewölbe ist sternförmig figuriert. Die einfach gekehlten Rippen entspringen aus polygonalen Spitzkonsolen und treffen am Scheitelpunkt in einem runden Schlussstein aufeinander. In der nachträglich angebauten Sakristei befindet sich wie unter der Empore ein barockes Kreuzgewölbe.

## Ausstattung

### Altäre
Der stattliche barocke Hochaltar, dessen Aufbau von zwei gewundenen Säulen getragen wird, stammt aus der Zeit um 1670. Unter den beiden seitlichen Voluten sind lebensgroße Assistenzfiguren angeordnet. Der geschwungene Auszug ist reich mit Knorpelwerk verziert und wird von zwei Engeln flankiert, die auf Giebelstücken sitzen. Der Hochaltar wurde 1848 von dem Veldener Kirchenmaler Andreas Fuchs neu gefasst. Dabei wurde auf Empfehlung des Münchner Akademieprofessors Julius Schnorr von Carolsfeld ein neues Altarblatt des Veldener Historienmalers Xaver Barth eingesetzt.
Die beiden als Pendants ausgeführten Seitenaltäre im Stile des späten Rokoko stammen aus der Zeit um 1770 und wurden ebenfalls 1848 von Andreas Fuchs neu gefasst. Der Aufbau wird jeweils von zwei gewundenen Säulen und zwei Pilastern getragen. Anstelle der Altarblätter enthält der nördliche (linke) Seitenaltar eine Holzfigur des heiligen Laurentius, der südliche (rechte) Seitenaltar eine geschnitzte Kreuzigungsgruppe. Beide Altäre enthalten je zwei Seitenfiguren.

Kanzel

Linker Seitenaltar
Altarblatt des Hochaltars
Rechter Seitenaltar

### Kanzel
Die klassizistische Kanzel wurde 1791 von dem Schreiner Heinrich Homann aus Velden und dem Maler Johannes Weyerer aus Eberspoint geschaffen. Sie umfasst einen runden Korpus, der mit Gehänge und Kränzen verziert ist. Auf der Innenseite des Korpus befindet sich folgende Inschrift: Johannes · Weyerer · Maller zu · Eberspeint · Ano · 1 · 7 · 9 · 1 · Homann · heinrich · schreiner zu velten.